# خرموش کانگورویی جزیره مارگاریتا
خرموش کانگورویی جزیره مارگاریتا (نام علمی: Dipodomys merriami margaritae) نام یک گونه از سرده خرموش کانگورویی است.